# جزیره بلی
جزیره بلی (انگلیسی: Bely Island) یک جزیره در استان تیومن کشور روسیه است.